# Fiat Nuova 500 Abarth
La Fiat Nuova 500 Abarth, nota anche come Abarth Fiat 500 o semplicemente come 500 Abarth, è un'autovettura prodotta dalla casa automobilistica italiana Abarth sulla meccanica della Fiat Nuova 500, in varie cilindrate e allestimenti dal 1957 al 1971.

## Il contesto

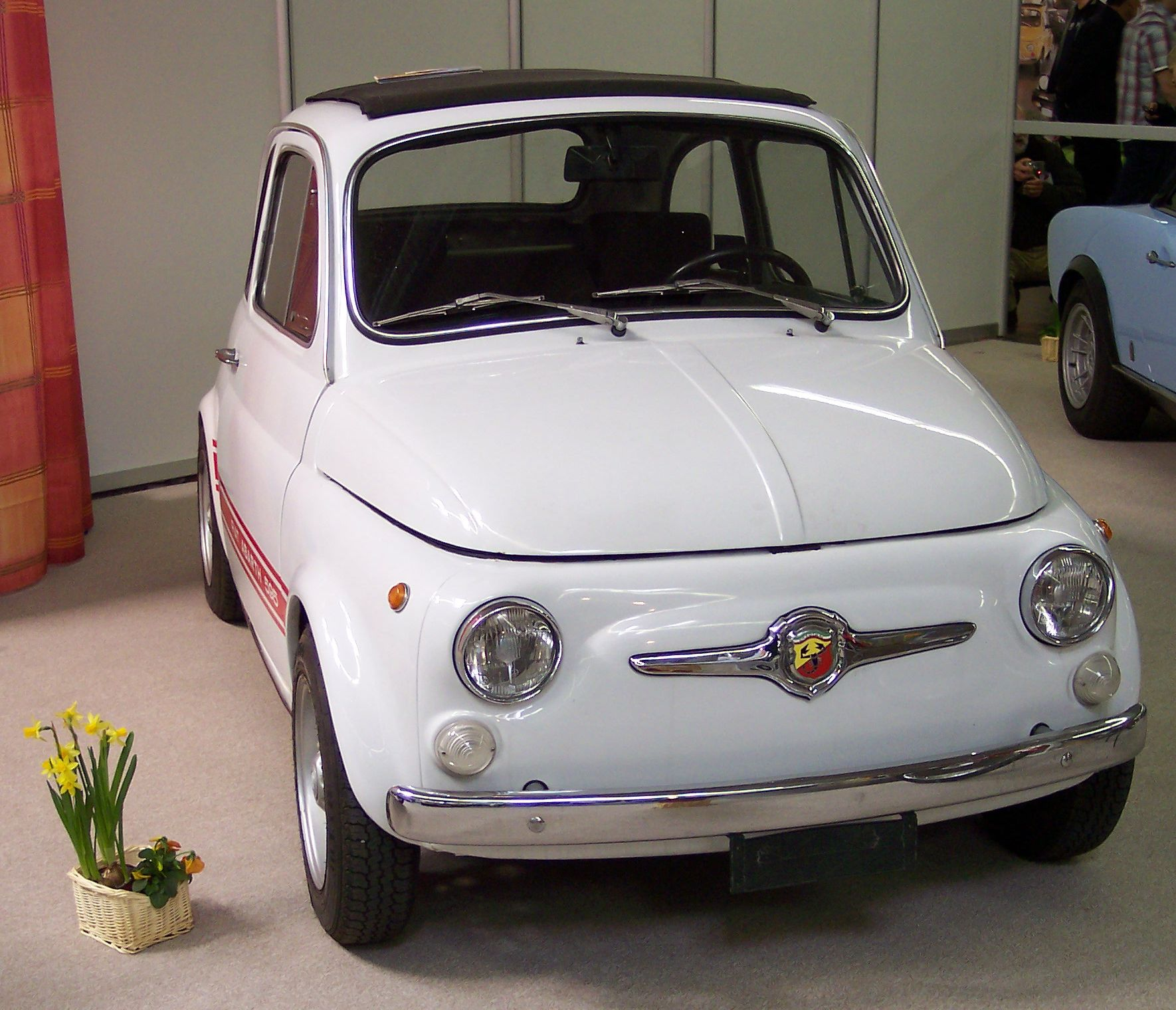
L'Abarth 595

La FIAT Nuova 500 fu presentata nel 1957 e la Abarth realizzò subito delle versioni elaborate nella meccanica. La prima "500" elaborata da Abarth fu realizzata per il salone di Torino del 1957 e successivamente prodotta in pochi esemplari. Si tratta di una vettura elaborata usando i pezzi speciali costruiti dalla Abarth che mantiene pressoché immutato l'aspetto esteriore del modello da cui deriva.
A titolo dimostrativo circa la robustezza del motore, nonostante il notevole incremento di potenza, nei mesi di settembre e ottobre del 1958, furono organizzate alcune sessioni di prova, sull'autodromo di Monza. Una Abarth 500, dotata di carrozzeria aerodinamica appositamente studiata dalla Pininfarina, conquistò 28 primati di velocità, su varie distanze, condotta da piloti come Giancarlo Baghetti, Mario Poltronieri e Corrado Manfredini. In una delle prove, la macchina girò senza sosta per 7 giorni, alla velocità media di 111 km/h.

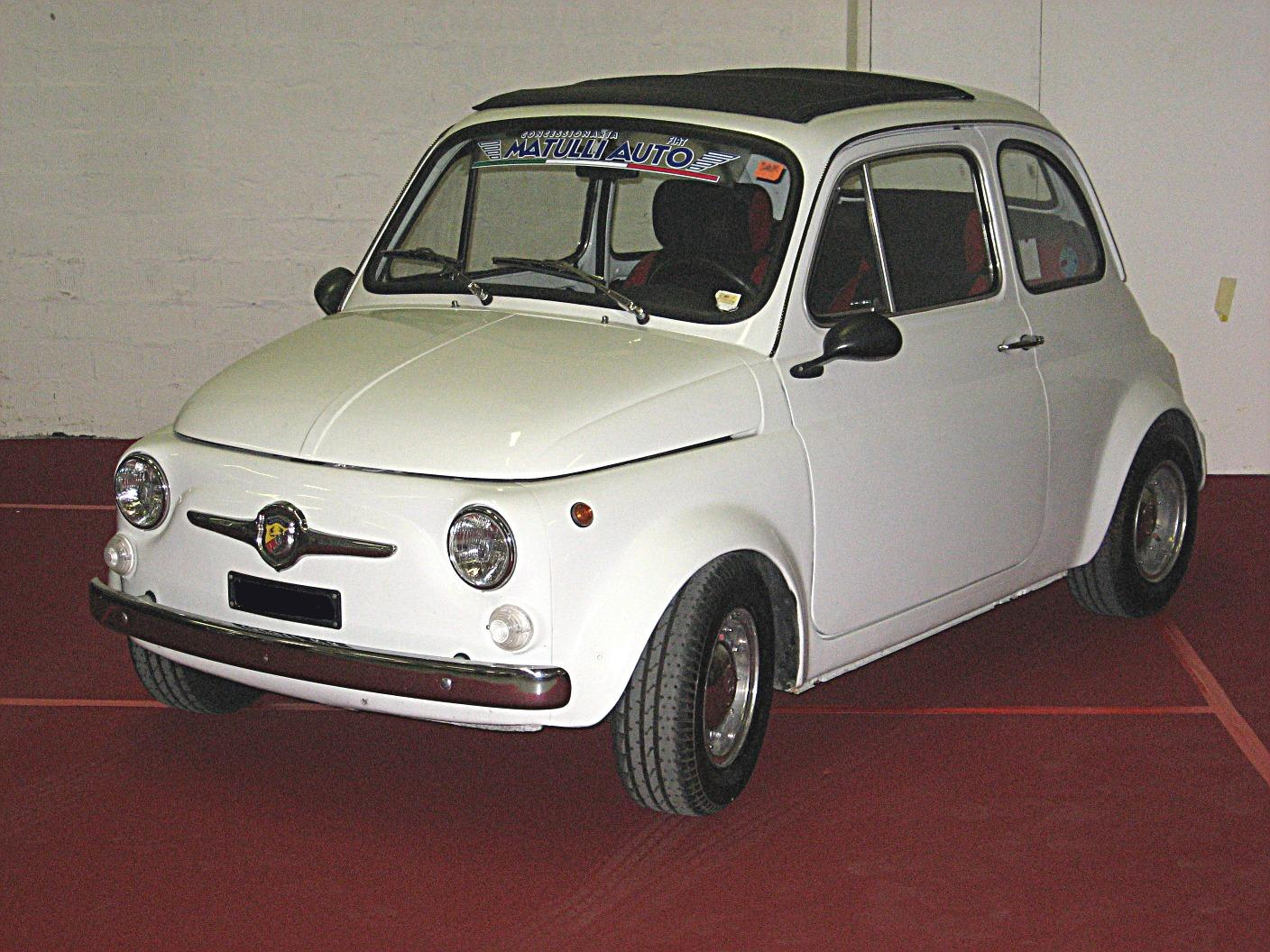
Abarth 695

Nel 1963 fu presentata la "595", dotata di motore da 
594 cm³ e prodotta fino alla fine del 1971 in due serie: la prima (dal '63 al '65) aveva la carrozzeria della "500 D"; la seconda (dal '65 al '71) aveva la carrozzeria della "500 F".
L'Abarth riceveva dalla FIAT le auto incomplete e montava su di esse i pezzi speciali. Tali parti erano composte da cruscotto (con strumentazione specifica provvista di tachimetro, contachilometri, contagiri, indicatore livello benzina e indicatore temperatura olio), volante a 3 razze, carburatore Solex C 28 PBJ montato su apposito alloggiamento in alluminio, coppa olio in alluminio, sistema di aspirazione e scarico dei gas specifici. Da menzionare anche il fatto che su queste versioni il portellone posteriore, che chiudeva il motore posto nel retro della vettura, veniva rialzato con dei fermi per aumentare il raffreddamento del motore stesso e quindi la sua efficienza.
Una volta assemblate, le "595 Abarth" erano vendute attraverso i propri concessionari.

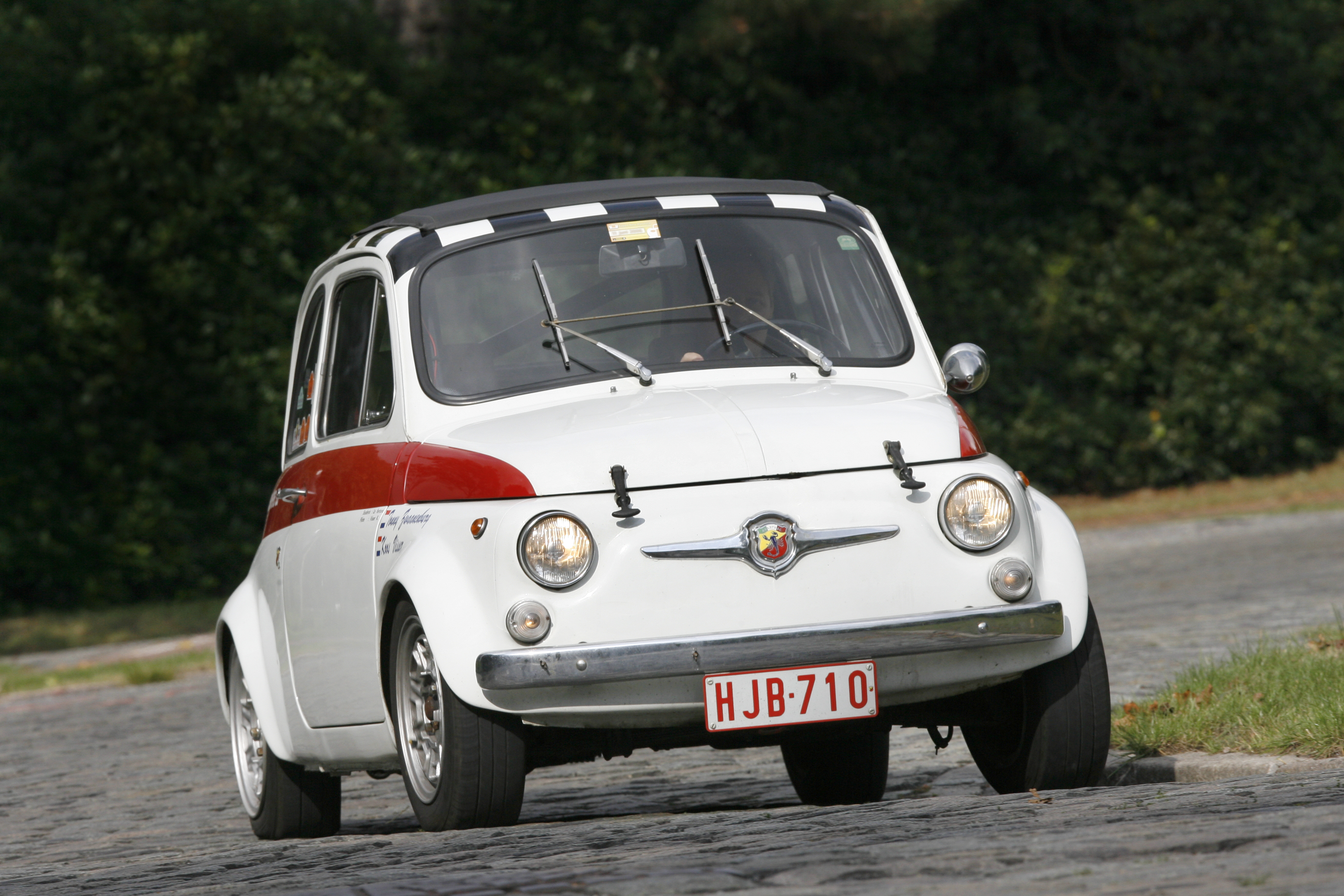
Abarth 695 SS

Nel febbraio 1964 venne invece presentata la 595 SS con una velocità massima portata a 130 km/h. Nello stesso anno vennero presentate anche la 695 e 695 SS, entrambe con una cilindrata totale di 689 cm³ e con una velocità massima rispettivamente di 130 km/h e 140 km/h.
Nel settembre 1965 fu introdotta la 695 SS Assetto Corsa, sostituita nel 1969 dalla 695 SS Competizione.
Furono inoltre commercializzate le popolari "cassette di trasformazione Abarth", che consentivano di modificare la FIAT Nuova 500 rendendola più aggressiva e sportiva, senza limitarne la circolazione alla sola "pista".

### Modelli prodotti
- 500 (1957 - 1963)
- 595 (1963 - 1971)
- 595 SS (1964 - 1971)
- 695 (1964 - 1966)
- 695 SS (1964 - 1971)
- 695 SS Assetto Corsa (1965 - 1969)
- 695 SS Competizione (1969 - 1971)